# Forças Armadas da Tailândia
As Real Forças Armadas da Tailândia (em tailandês:  กองทัพไทย; RTGS: Kong Thap Thai) são a principal força de defesa e combate do Reino da Tailândia. Elas consistem de um exército, uma marinha e uma aeronáutica.
Criada em 1852, as forças armadas tailandesas se tornaram permanentes por ordem do rei Mongkut, no século século XIX, que queria um exército para se defender dos interesses coloniais europeus. Por volta de 1887, durante o reinado de Chulalongkorn, as forças armadas foram expandidas e modernizadas, criando também o ministério da defesa para cuidar de assuntos militares. Durante o chamado Reino do Sião, vários contos de sucessos militares são descritos pelos tailandeses. Contudo, em 1932, os militares, apoiados por movimentos civis, deram um golpe e derrubaram a monarquia absolutista e adotaram assim um sistema constitucional, onde o rei era apenas uma figura simbólica. A partir daí, as forças armadas do país começaram a constantemente intervir em assuntos políticos, destituindo ou colocando no poder vários primeiros-ministros (a Tailândia chegou a ter dezessete constituições ao longo do último século). O mais recente golpe aconteceu em 2014.
Atualmente, as Forças Armadas da Tailândia tem um total de 305 mil combatentes a seu dispor, com o rei na figura cerimonial de Comandante em chefe. O real comando está nas mãos do ministério da defesa e do gabinete do Comando Geral do exército.
De acordo com a última constituição nacional (adotada em 2007), é dever de todo cidadão tailandês defender a pátria. Porém, o alistamento não é obrigatório.

## Fotos

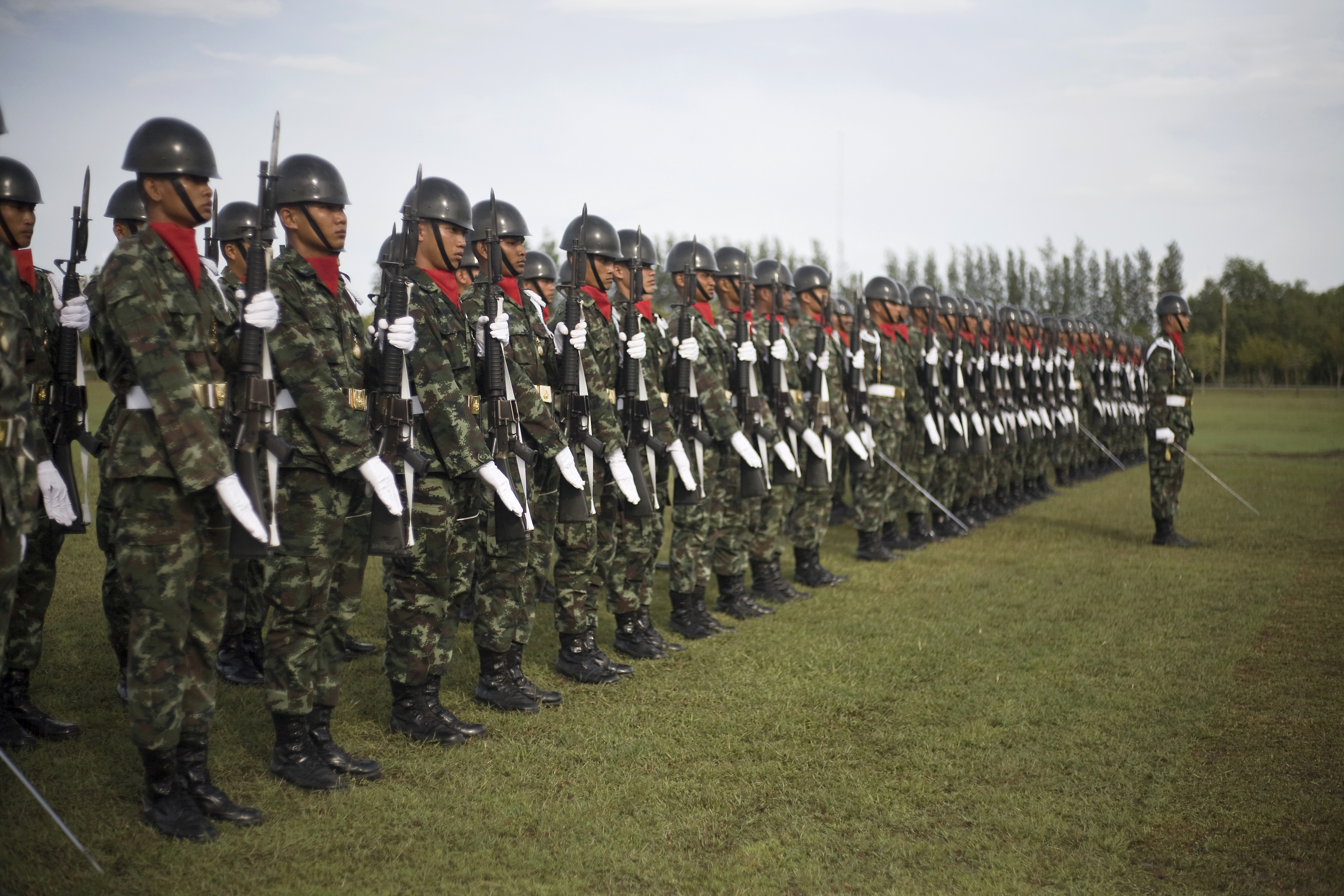
Militares do exército tailandês.
Tanques de guerra M60 da infantaria tailandesa.
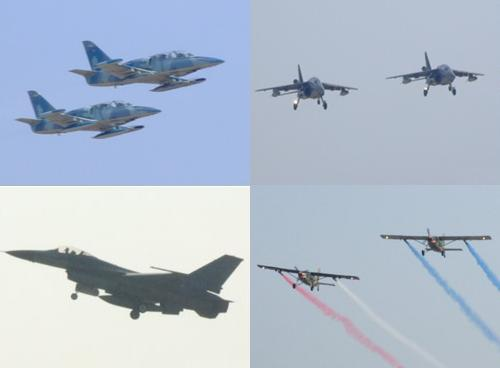
Aeronaves da força aérea: dois L-39s, dois Alpha-Jets, um F-16 e dois AU-23.
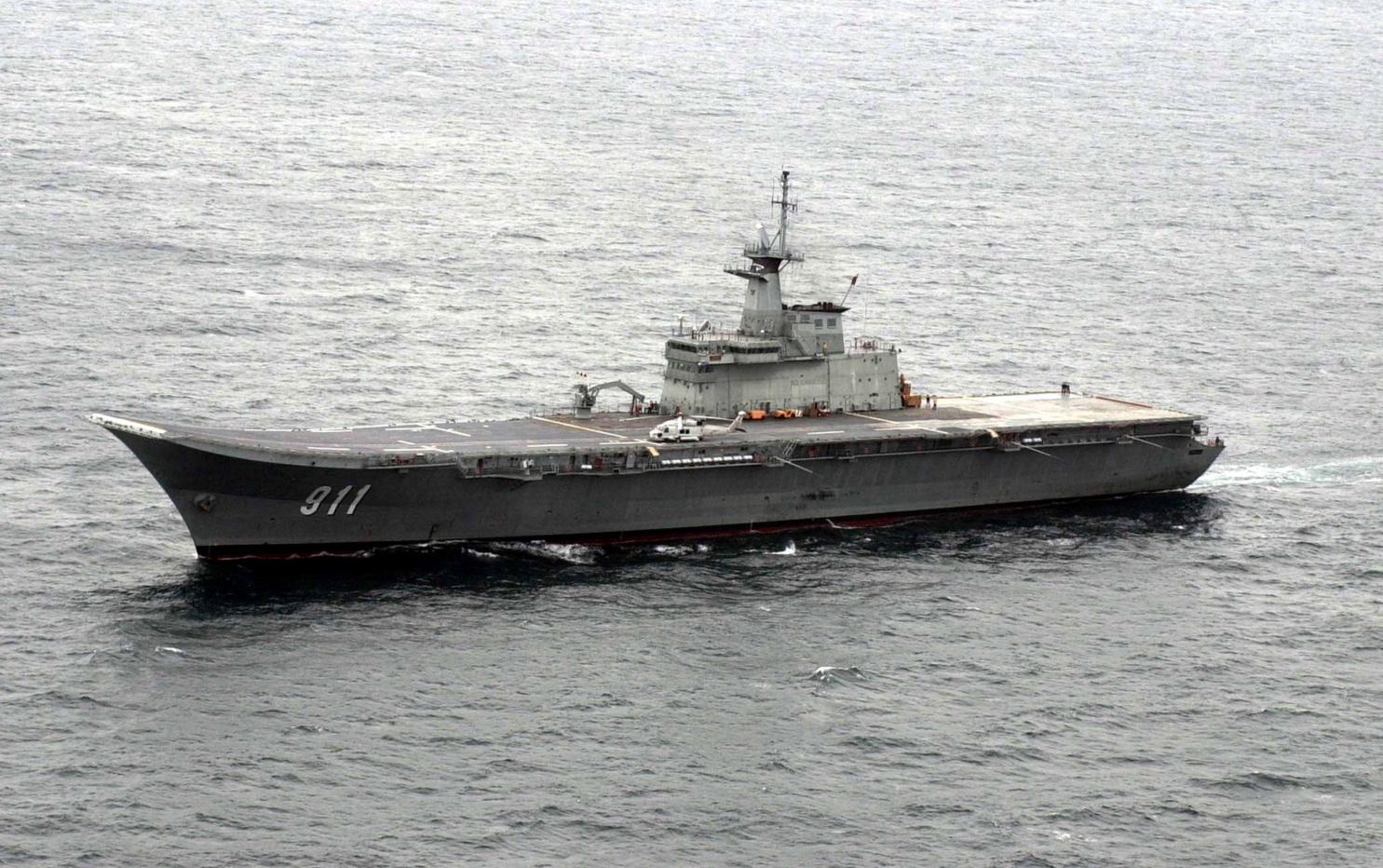
O porta-aviões tailandês HTMS Chakri Naruebet.